# Kokino (village)
Kokino (en macédonien Кокино) est un village du nord de la Macédoine du Nord, situé dans la municipalité de Staro Nagoritchané. Le village comptait 48 habitants en 2002. Il possède le quatrième plus vieil observatoire astronomique au monde.

## Démographie
Lors du recensement de 2002, le village comptait :
- Macédoniens : 46
- Serbes : 2